# Clarence Ray Carpenter
Clarence Ray Carpenter (vanligtvis som C. R. Carpenter), född 28 november 1905, död 1 mars 1975, var en amerikansk primatolog som var en av de första vetenskapliga utredarna att filma beteendet hos primater i deras naturliga miljöer.
Han föddes i Cherryville i Lincoln County, North Carolina och studerade sedan vid Duke University i samma stat där han sedan tog sin vetenskapliga kandidatexamen 1928, sin Master of Science 1929 och slutligen sin Ph.D. vid Stanford University 1932.

Mellan 1931 och 1934 genomförde Carpenter en fältforskning om det naturliga beteendet hos primater, sponsrad av professorn Robert M. Yerkes vid Yale University. Enligt Irven DeVore, så ledde Carpenters forskning till att: 
| ”              | för de efterföljande trettio åren var nästan all korrekt information som finns om beteendet hos apor och primater som lever i naturliga miljöer var resultatet av Carpenters forskning och skrivande | „ |
| – Irven DeVore | |   |

## Verk
Böcker
- Behavioral Regulators of Behavior in Primates.  C. R. Carpenter, ed.  Lewisburg, Pennsylvania: Bucknell University Press, 1974.  Inbunden: ISBN 0-8387-1099-9, ISBN 978-0-8387-1099-9.

Filmer
- C.R. Carpenter Primate Studies Series Pennsylvania State University

Arbeten
- "Behavior and Social Relations of the Howling Monkey," Comparative Psychology Monographs, Johns Hopkins University, maj 1934.
- "Field Study in Siam of the Behavior and social Relations of the Gibbon," Comparative Psychology Monographs, Johns Hopkins University, december 1940.
- "Societies of Monkeys and Apes," Biological Symposia, v. 8 1942.
- "Evolutionary interpretation of human behavior," Transactions of the New York Academy of Sciences, 1942.
- "Social Behavior of the Primates," Colloques internationaux du Centre national de la recherche scientifique,  mars, v. 34, 1950.